# Pheronema raphanus
Pheronema raphanus är en svampdjursart som beskrevs av Schulze 1894. Pheronema raphanus ingår i släktet Pheronema och familjen Pheronematidae.
Artens utbredningsområde är havet utanför Indien. Inga underarter finns listade i Catalogue of Life.